# 托倫縣

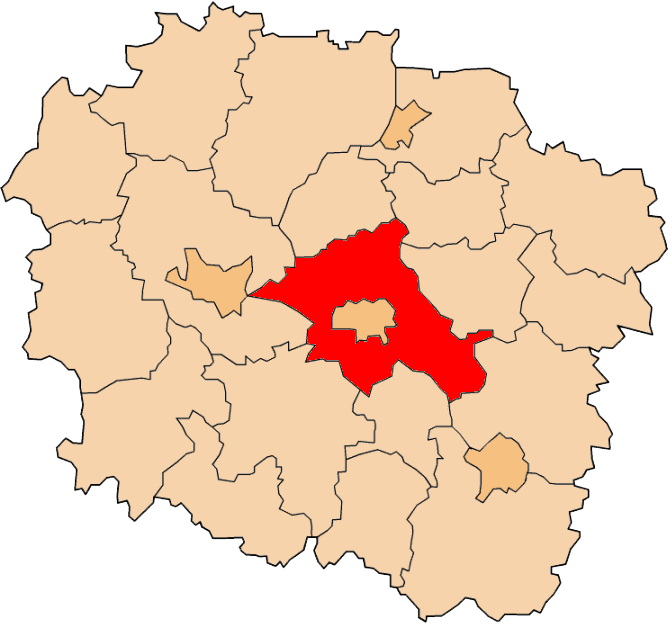

53°2′N 18°37′E / 53.033°N 18.617°E
托倫縣（波蘭語：Powiat toruński），是波蘭的縣份，位於該國中北部，由庫亞維-波美拉尼亞省負責管轄，首府設於托倫，面積1,230平方公里，2006年人口89,505，人口密度每平方公里73人。